# Filippo Tommaso Marinetti
Filippo Tommaso Marinetti né le 22 décembre 1876 à Alexandrie (Égypte) et mort le 2 décembre 1944 à Bellagio (Italie) est un écrivain italien.
Il fut le fondateur du mouvement futuriste au début du XXe siècle.

## Biographie
Filippo Tommaso Marinetti a passé les premières années de sa vie à Alexandrie, en Égypte, où son père Enrico Marinetti et sa mère Amalia Grolli vivaient ensemble more uxorio (comme si mariés). Enrico était un avocat du Piémont et sa mère était la fille d'un professeur de lettres de Milan. Ils étaient venus en Égypte en 1865, à l'invitation du khédive Ismaïl Pacha, vice-roi d’Égypte et du Soudan, en tant que conseillers juridiques pour les entreprises étrangères qui participaient à son programme de modernisation.
L'amour pour la littérature du jeune Marinetti s'est développé pendant les années scolaires. Sa mère, lectrice avide de poésie, l'a initié aux classiques italiens et européens. À l'âge de 17 ans, il crée son premier magazine scolaire, Papyrus ; les jésuites ont menacé de l'expulser pour avoir introduit les romans scandaleux d'Émile Zola dans l'école.
Marinetti passe son baccalauréat à Paris et obtient un doctorat en droit à Gênes. Il reste à Paris en 1895 et 1896. Il y rencontre les écrivains réunis autour du journal La Plume, qui l'initient au vers libre, et fut conquis par le mouvement lancé par la pièce Ubu roi d'Alfred Jarry. Les poètes français Catulle Mendès et Gustave Kahn remarqueront et feront connaître son poème Les Vieux Marins. Il écrit et publie en français divers recueils de poésie, ainsi que les pièces de théâtre Le roi Bombance et Les Poupées électriques. Jouée à Paris et mise en décor par le peintre théosophe Paul E. Ranson, Le roi bombance fait explicitement appel aux idées des leaders socialistes Filippo Turati, Enrico Ferri et Arturo Labriola, dont Marinetti est alors proche. Labriola écrit d'ailleurs un compte-rendu de la pièce.
Il fonde en 1904 la revue Poesia, qui publie de nombreux auteurs français, mais également les poètes qui formeront le premier groupe futuriste : Paolo Buzzi, Libero Altomare, Gian Pietro Lucini, Federico De Maria, Enrico Cavacchioli, Aldo Palazzeschi… L'illustration est assurée par Alberto Martini et Romolo Romani. En 1905, son poème A l'automobile, célèbre le « démon de la vitesse ». En octobre 1905, il lance une enquête internationale sur le vers libre, publiée en 1909 avec l'édition intégrale du Manifeste du futurisme.
C'est en effet en janvier 1909 qu'il publie en Italie son célèbre Manifeste du futurisme, véritable acte de naissance de cette culture des avant-gardes qui marquera le XXe siècle. Le 20 février suivant, son manifeste paraît à Paris, dans Le Figaro ; il est publié dans le Boletin de Instruccion publica de Mexico, traduit et commenté par Amado Nervo, dans la revue Democratia de Cracovie, traduit en roumain et commenté par Mihail Draganescu, et par une multitude de journaux italiens… La publication elle-même est précédée de placards publicitaires affichés dans les villes d'Italie, comme l'indique un correspondant de la Frankfurter Zeitung. Marinetti y proclame l'avènement d'une nouvelle esthétique de la vitesse et de la modernité industrielle, où se ressent l'influence de La 628-E8 d'Octave Mirbeau (1907). Selon lui, en effet, « La splendeur du monde s'est enrichie d'une beauté nouvelle : la beauté de la vitesse. Une automobile de course avec son coffre orné de gros tuyaux tels des serpents à l'haleine explosive[…] Une automobile rugissante, qui a l'air de courir sur de la mitraille, est plus belle que la Victoire de Samothrace. » Il entame alors une série de conférences et de lectures poétiques, ainsi que des « soirées futuristes » organisées dans plusieurs villes italiennes, faisant des « adeptes » du mouvement futuriste. Il publie ensuite de nombreux autres manifestes, dont le Manifeste technique de la littérature futuriste.

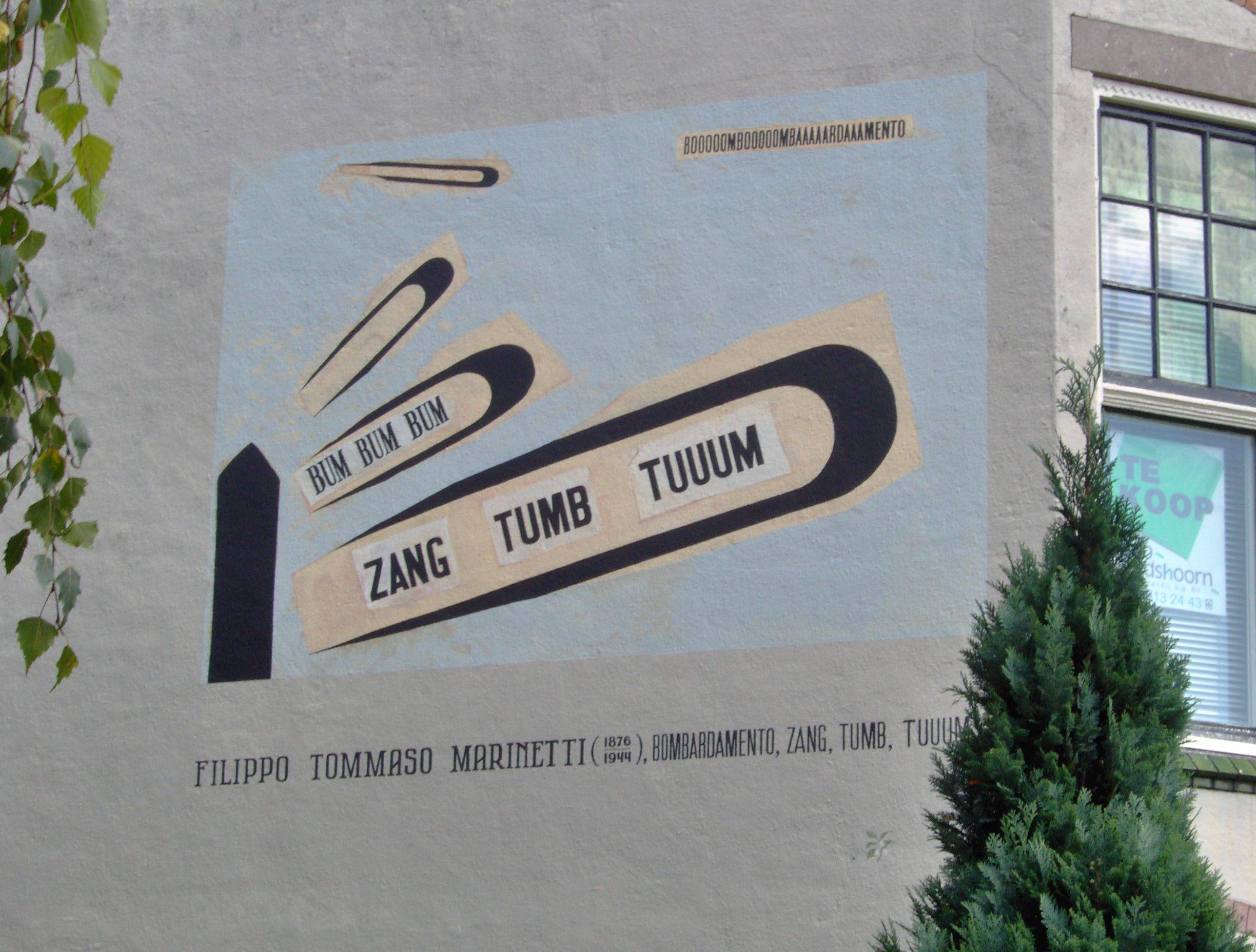
Poème mural de Marinetti à Leyde.

En 1910, Mafarka le futuriste, son premier roman, met en scène une sorte de surhomme mécanique et ailé, qui s'envole vers le soleil. Il enrôle alors dans le mouvement futuriste des peintres, lors d'une conférence à la société Famiglia Artistica de Milan, dont sont membres Umberto Boccioni, Carlo Carrà, Romolo Romani, Aroldo Bonzagni et Luigi Russolo. Boccioni, Russolo et Carrà rédigent ainsi le Manifeste des peintres futuristes en février 1910. Marinetti en appelle aussi aux musiciens, avec Balilla Pratella qui écrit le Manifeste des musiciens futuristes.
Des soirées futuristes sont organisées dans toute l'Italie, véritables performances au cours desquelles le public hue les artistes, leur envoyant des fruits et détritus à la figure. À Venise, Marinetti lance des tracts du haut de l'horloge de la place Saint-Marc, proclamant au haut-parleur : 
« Nous répudions l'antique Venise exténuée et anémiée par des voluptés séculaires, nous répudions la Venise des étrangers amants du snobisme et de l'imbécillité universels… »
Effrayés, Romani et Bonzigni quittent le mouvement, tandis que le peintre Giacomo Balla le rejoint, Lumière électrique année 1909 faisant allusion au manifeste de Marinetti, Tuons le clair de lune !. Aux élections générales de 1909, Marinetti lance, seul, un Manifeste politique aux électeurs futuristes, qui glorifie « l'expansion nationale ». Dès janvier 1909, il avait soutenu l'irrédentisme par le manifeste Trieste, poudrière d'Italie. Marinetti soutient alors financièrement la revue La Demolizione, proche des thèses de Bakounine et Sorel, et qui publie des textes de Marinetti, Buzzi et Lucini. Les syndicalistes révolutionnaires Ottavio Dinale et Alceste De Ambris approuvent ces « anarchistes de l'art ». Marinetti tient des conférences intitulées Nécessité et beauté de la violence à la Bourse du Travail de Naples, à la Maison des travailleurs de Parme ou au Cercle socialiste de Milan.
Néanmoins, il s'éloigne des anarchistes en soutenant la guerre en Libye. Il participe alors à la fondation, en octobre 1910, de l'Associazione Nazionale d'Avanguardia, constituée par des anarchistes et nationalistes qui s'éloignent du syndicalisme révolutionnaire. Lucini se sépare alors du mouvement, et les poètes Tommei et Cardile cessent de le soutenir.
En février 1912, Marinetti vient à Paris pour la promotion de ses idées et une opération de propagande à l'occasion de l'exposition organisée à la galerie Bernheim-Jeune, rue Richepance. Il est présent avec ses collègues Boccioni, Carra, Russolo et Severini. L'exposition voyage ensuite à la galerie Sackville à Londres en mars et à la galerie berlinoise d'Herwarth Walden Der Sturm en avril-mai où seul Boccioni est présent. En 1912, il est également correspondant de guerre lors du conflit opposant la Turquie et la Bulgarie. Marinetti, chef de file d'une avant-garde provocatrice, devient alors le chantre de l'audace, de l'énergie, du mouvement agressif, de la révolution technologique, de la brutalité sous toutes ses formes esthétiques. Il se rapproche des milieux nationalistes italiens et milite pour l'entrée en guerre de son pays. Il s'engage en 1915 mais est blessé en 1917. Aux côtés du futuriste Mario Carli et de l'agitateur Mussolini, il fait partie des 119 personnes présentes le jour de la fondation, en mars 1919, des Faisceaux italiens de combat, premier parti fasciste européen de l'histoire contemporaine.
Il épouse en 1923 Benedetta Cappa, elle même artiste et écrivaine futuriste, avec qui il aura trois filles.
Après un long vol en hydravion sur le golfe de La Spezia en 1929, Marinetti rédige le manifeste de l'aéropeinture futuriste (Manifesto dell'Aeropittura futurista), que cosignent Marinetti, Benedetta Cappa, Balla, Fortunato Depero, Prampolini, Dottori, Fillia, Tato (it) et Somenzi pour sa publication dans la Gazzetta del Popolo du 22 septembre 1929, dans l'article intitulé Prospettive di volo. Le 22 septembre 1933, il publie (avec Pino Masnata, co-auteur non cité) le Manifesto futurista della Radio, qui adapte l'esthétique futuriste au développement de la radio et de la télévision.
En raison de son soutien indéfectible au régime fasciste, en 1929, il est nommé, par décret, parmi les premiers membres de l'Académie d'Italie, créée trois ans plus tôt par Mussolini. Il est nommé en 1930 chevalier de la Légion d'honneur en France. Le gouvernement italien émet cependant de vives critiques contre l’« art dégénéré » que Marinetti, pourtant, défend. Il s'engage à nouveau en 1942 mais doit renoncer du fait d'une grave maladie. Il se retire au Lac de Côme où il meurt d'une crise cardiaque à Bellagio en 1944. 

Marinetti à différentes époques
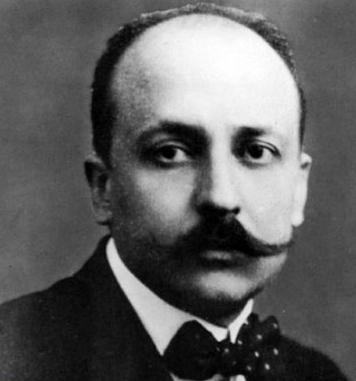
En 1910.
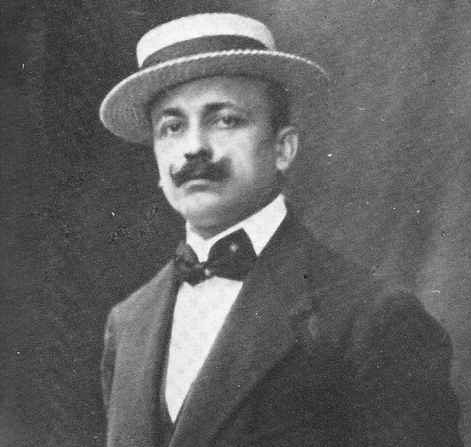
Entre 1910 et 1914.
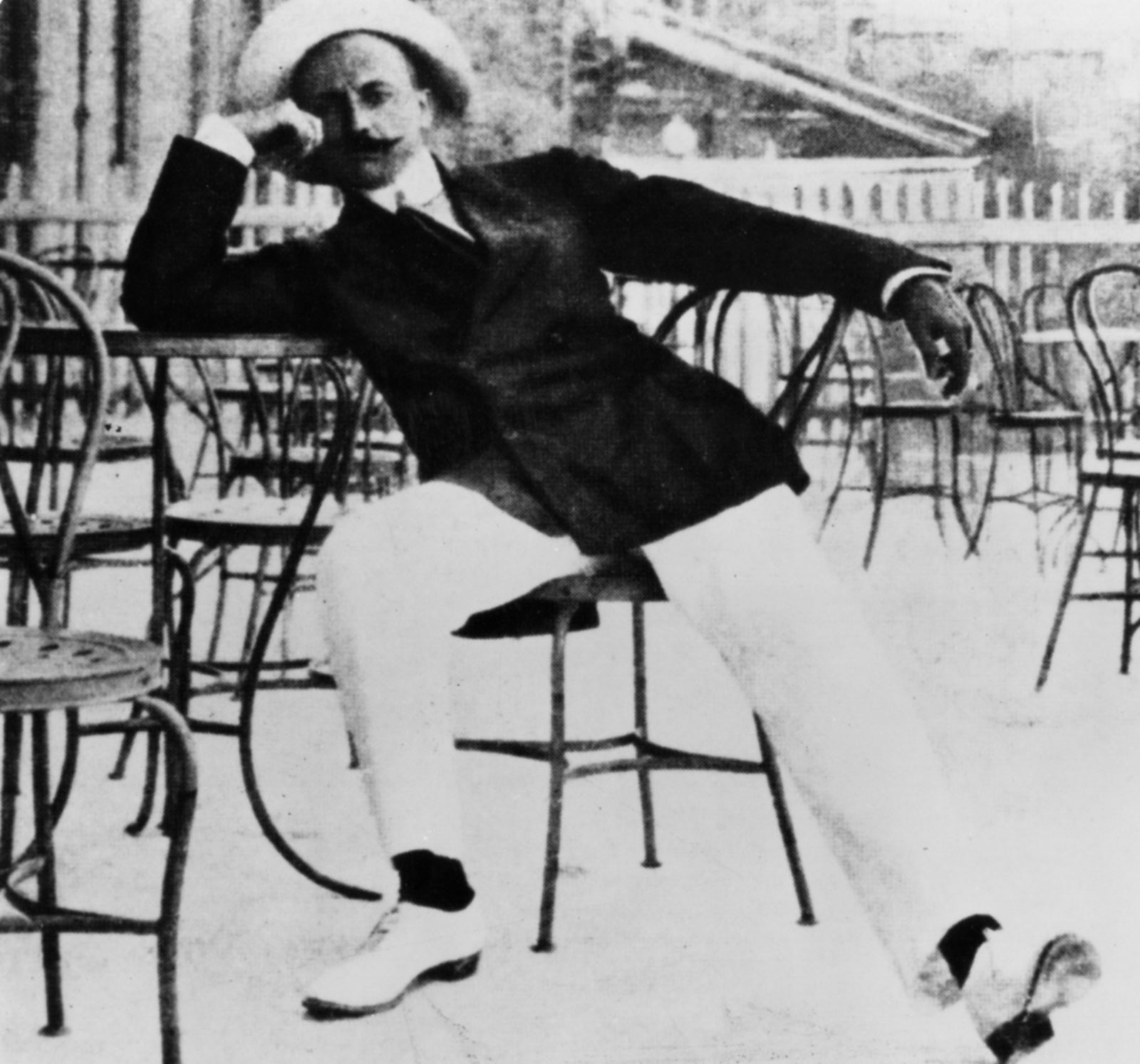
En 1915 environ.
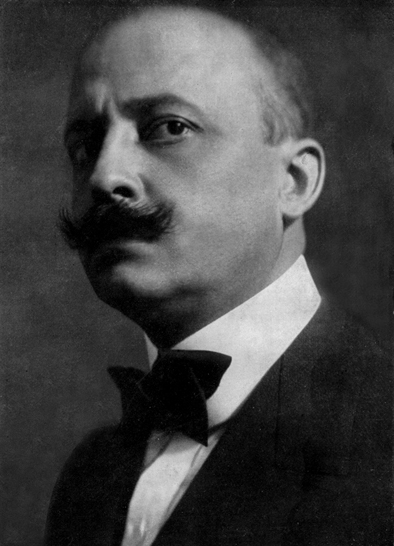
En 1920.
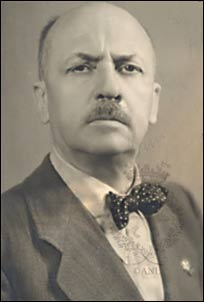
Dans les années 1930.

## Œuvres
- La Conquête des étoiles (1902)[15].
- Gabriele D'Annunzio intime (1903)[16].
- Destruction (1904)[17].
- La Momie sanglante, poème (1904)[18].
- Le Roi Bombance, drame satirique (1905), costumes des personnages dessinés par Paul-Élie Ranson en 1909[19].
- La Ville charnelle, Paris, E. Sansot & Cie, 1908    (Wikisource) (1908)[20].
- Les dieux s'en vont, D'Annunzio reste (1908)[21].
- Manifeste du futurisme (1909).
- Poupées électriques, drame (1909)[22].
- Enquête internationale sur le vers libre (1909)[23].
- Tuons le clair de lune ! (1909).
- Mafarka le futuriste, roman (1909)[24].
- La Bataille de Tripoli (1912)[25].
- Le Monoplan du Pape, roman en vers (1912)[26].
- Les Indomptables, roman parolibériste (1922).
- Futurisme et Fascisme, essai (1924).
- Manifeste de la cuisine futuriste avec Fillia (1931), traduit et présenté par Nathalie Heinrich, éditions A.M Métaillé, Paris, 1982. Dans ce manifeste, Marinetti dénonce l'obsession des pâtes, proscrit l'usage de la fourchette et du couteau, prône la nourriture en petites quantités, abolit les recettes traditionnelles ou suggère d'en faire avec de la chimie.
- Simultanina (it), pièce de théâtre (1931).

## Publications
- Filippo Tommaso Marinetti, Le Futurisme, textes annotés et préfacés par Giovanni Lista, Lausanne, L’Âge d’Homme, 1980.
- Filippo Tommaso Marinetti, Les Mots en liberté futuristes, préfacés par Giovanni Lista, Lausanne, L’Âge d’Homme, 1987.
- Deux articles dans la revue d'avant-garde lyonnaise Manomètre, éditée par Emile Malespine, dans le no 1 en juillet 1922 et le no 2 en octobre 1922[27].